# Hamurabi
Pour l’article homonyme, voir Hammurabi.
Hamurabi est un jeu vidéo de gestion en mode texte initialement connu sous les titres King of Sumeria et The Sumer Game et programmé en FOCAL par Doug Dyment en 1968 à la Digital Equipment Corporation. Le jeu se déroule en dix tours dans lesquels le joueur incarne l’ancien roi de Babylone Hammurabi et doit notamment gérer la quantité de graines à attribuer aux cultures, la nourriture de la population et l’achat de nouvelles terres tout en faisant face à des rendements aléatoires et à des fléaux agricoles. Son système de jeu s’inspire principalement de celui de The Sumerian Game, un jeu éducatif de simulation économique développé entre 1964 et 1966 par Mabel Addis et William McKay. 
Le jeu fait l’objet de nombreuses versions en FOCAL mais c’est son adaptation en BASIC par David H. Ahl sous le titre Hamurabi et sa publication dans 101 BASIC Computer Games (1973) puis dans BASIC Computer Games (1978) qui le font véritablement connaitre. Du fait de sa popularité, il influence profondément les jeux de stratégie et de gestion et est considéré comme un précurseur des city-builder.

## Système de jeu
Hamurabi est un jeu de gestion en mode texte dans lequel le joueur, qui incarne l’ancien roi de Babylone Hammurabi, entre des nombres en réponse à des questions posées par le programme. Le jeu se déroule en dix tours qui représentent chacun une année. Trois ressources sont à prendre en compte par le joueur : les habitants, les terres et les boisseaux de grains. Chaque habitant peut cultiver une certaine surface de terre et ainsi produire du grain. Ce grain peut ensuite être utilisé pour nourrir les habitants, sous peine de les voir mourir, ou être planté pour la récolte de l’année suivante. Le joueur peut aussi acheter ou vendre des terres à ses voisins en échange de grains. Chaque tour débute avec un rapport sur la situation qui précise notamment la quantité de grain récolté et l’évolution de la population de l’année précédente. Il est suivi par une série de questions portant par exemple sur la quantité de grain à utiliser pour les plantations, la nourriture ou l’achat de nouvelles terres,. Le cours du jeu est influencé par plusieurs paramètres générés de manière aléatoire comme la quantité de grains récolté ou dévoré par les rats, le nombre de nouveaux habitants ou le prix des terres qui varie à chaque tour entre 17 et 26 boisseaux de grains par acre. Des épidémies de peste peuvent par ailleurs diviser la population par deux. Le jeu peut se terminer avant la fin des dix tours si tous les habitants meurent ou si plus de quarante-cinq d’entre eux meurt de faim lors d’un tour. Dans l’adaptation en BASIC du jeu, celui-ci se termine par une comparaison des performances du joueur avec celles de personnages historiques comme Néron ou Ivan le Terrible.

## Développement

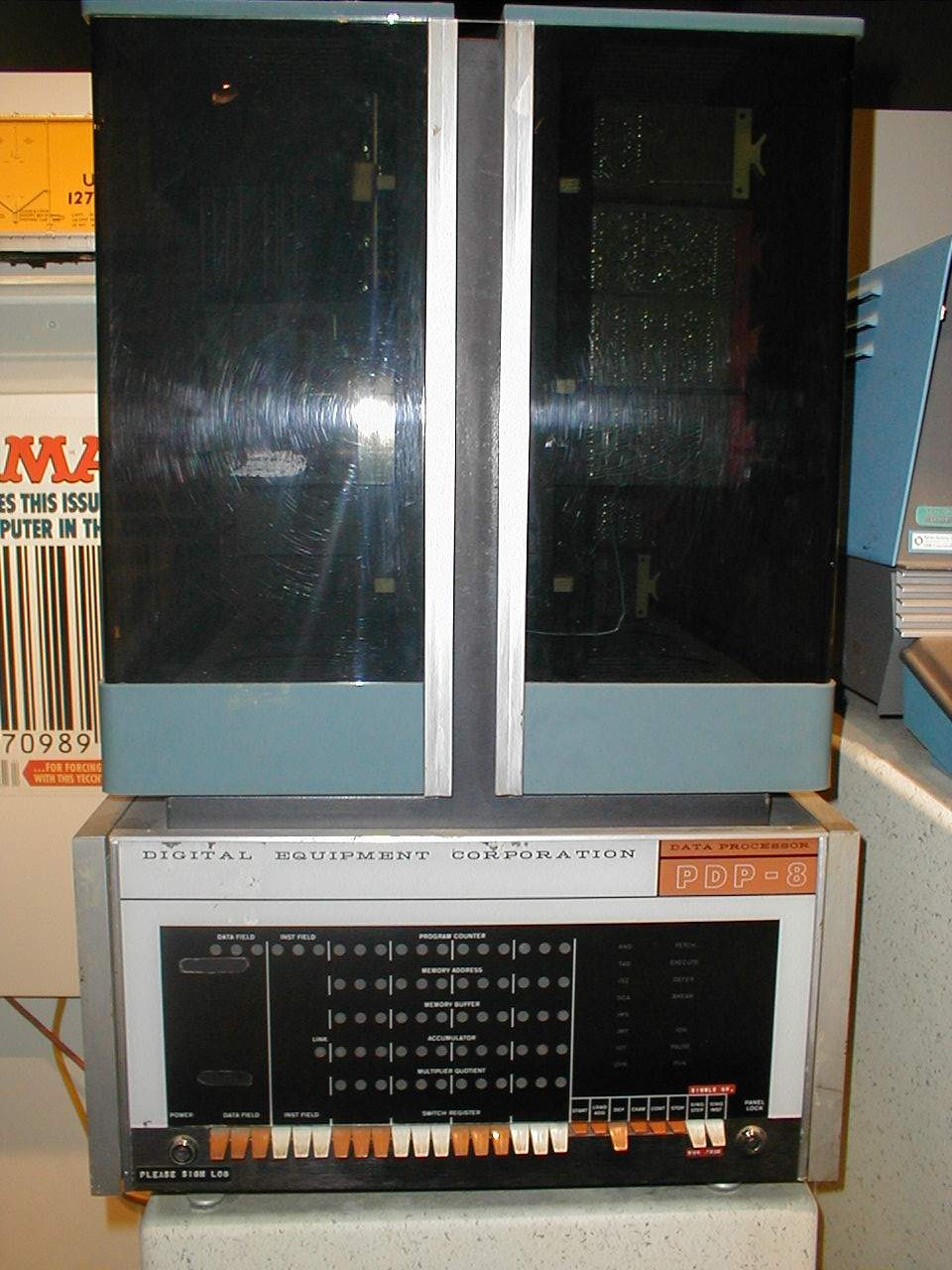
Un mini-ordinateur PDP-8 original.

En 1962, le comté de Westchester de New York et IBM commencent à étudier la possibilité d’utiliser les ordinateurs à des fins éducatives grâce à une subvention du département d’éducation du gouvernement fédéral des États-Unis pour développer des jeux de simulations économiques pour les élèves de sixième,. Dans ce contexte, le professeur Mabel Addis et le programmeur William McKay développe entre 1964 et 1966 un jeu de simulation économique sur ordinateur central inspiré de la civilisation de Sumer qu’ils baptisent The Sumerian Game,.
En 1968, Richard Merrill invente le langage de programmation FOCAL alors qu’il travaille pour la Digital Equipment Corporation (DEC). Pour expérimenter ce nouveau langage, son collègue Doug Dyment programme un jeu sur un mini-ordinateur PDP-8 de DEC en s’inspirant de The Sumerian Game dont il a entendu parler à l’Université de l’Alberta. Intitulé King of Sumeria puis The Sumer Game, le jeu est initialement décrit comme un programme simulant l’économie d’une ancienne cité Sumérienne à la manière d’une simulation économique moderne. D’après son créateur, la version finale du jeu constitue le plus long programme en FOCAL capable de tenir sur un ordinateur 4K et il n’était pas possible d’y ajouter la moindre ligne de code. Compte-tenu de cette contrainte, les textes du jeu sont raccourcis autant que possible et le roi Hammurabi est notamment renommé  Hamurabi.
The Sumer Game inspirent ensuite de nombreuses versions et adaptations. Le journaliste Jerry Pournelle se souvient ainsi que « la moitié des personnes qu’il connait ont écrit un programme Hamurabi dans les années 1970 et que pour la plupart, il s’agissait de leur première expérience en la matière ». Le catalogue DECUS de 1973 liste notamment une version française du jeu programmé par F. Champarnaud et F. H. Bostem en FOCAL-69 et le catalogue DECUS de 1978 inclut une version améliorée du jeu programmé par James Howard II et Jimmie Fletcher.
David H. Ahl, qui travaille lui aussi pour DEC, programme en 1971 une nouvelle version de The Sumer Game en BASIC, un langage de programmation qui, contrairement au FOCAL, permet de faire fonctionner le jeu sur micro-ordinateur et non seulement sur ordinateur central et mini-ordinateur. En 1973, il publie le livre 101 BASIC Computer Games qui devient un best-seller grâce à ses nombreux programmes à taper à la main de jeux sur ordinateur, dont sa version de The Sumer Game qui est renommée Hamurabi et qui ajoute une analyses des performances du joueur à la fin du jeu,,. Du fait de la popularité du livre et du BASIC, la popularité de cette nouvelle version éclipse largement celle du jeu original. 101 BASIC Computer Games décrit le jeu comme une adaptation d’un jeu programmé en FOCAL chez DEC mais n’identifie pas l’auteur du jeu original. En 1978, la réédition de 101 BASIC Computer Games devient le premier livre consacré aux ordinateurs à se vendre à plus de un million d’exemplaires et explique que le jeu devait initialement s’appeler Hammurabi mais qu’un « m » a initialement été retiré du titre pour respecter la limite de huit caractère imposé au nom du programme, puis que l’erreur s’est répercuté sur les versions suivantes du jeu jusqu’à ce qu’Hamurabi deviennent le titre généralement accepté,.

## Postérité
En plus de ses différentes versions et adaptations, le succès Hamurabi a inspiré de nombreux autres jeux qui reprennent ses mécanismes de base avec un cadre différent ou avec de nouvelles fonctionnalités. C’est par exemple le cas de Kingdom (1974) et de sa suite Dukedom (1976) développés par Lee Schneider et Todd Voros ou de King (1978) programmé par James A. Storer,. Parmi ces derniers, le plus connu est peut-être le jeu sur Apple II Santa Paravia en Fiumaccio (en) (1978) de George Blank qui introduit la possibilité d’acheter et de construire différents types de bâtiments, ce qui lui vaut d’être considéré comme un des principaux précurseurs des city-builder. Hamurabi a également inspiré des jeux de simulation économiques plus complexes comme M.U.L.E. (1983) ou Anacreon: Reconstruction 4021 (1987) dont les critiques soulignent les similitudes avec leur modèle,.